# 朝木明代市議転落死事件
朝木明代市議転落死事件（あさきあきよしぎてんらくしじけん）とは1995年（平成7年）9月1日22時頃、東村山市議会議員の朝木明代が西武鉄道東村山駅の駅前のロックケープビル（以下、「本件ビル」という。）から転落死した事件。警察（東村山警察署）は自殺と断定、事件性はないとされたが、朝木が創価学会の脱会者の救済活動をしていたこと、議会において創価学会・公明党を追及していたことから創価学会による関与を示唆する動きがあり、政界、宗教界、マスコミ、遺族等を巻き込んだ一大騒動に発展した。また、後にマスコミなどが「転落死事件の担当検事、その上司にあたる支部長検事が創価学会員だったことが判明した」と述べている。

## 事件の経過
特に出典の記載がないものは下記の文献を出典としている。
- 東京地裁判決（救急隊判決）（『創価新報』事件判決）[要出典]
- 宇留嶋瑞郎『民主主義汚染-東村山市議転落と日本の暗黒』ユニコン企画、1998年。ISBN 978-4930695802。
- 乙骨正生『怪死-東村山女性市議転落死事件』教育史料出版会、1996年。ISBN 978-4876522927。
- 矢野穂積・朝木直子『東村山の闇』第三書館、2003年。ISBN 978-4807403332。

### 1995年9月1日
- 12時30分 矢野とともに「草の根」事務所を出て新宿へ向かう
- 13時30分 矢野、支持者とともに、東京都議会事務局に向かい「宗教法人法及び関係税法の抜本改正を求める陳情」を提出
- 13時55分〜14時 矢野とともに知事室秘書事務担当課長と面談
- 15時 病院に入院していた担当弁護士と[誰?]万引き事件の件で面会
- 17時過ぎ [誰?]病院を後にする
- 19時5分前 矢野、朝木、草の根事務所に到着
- 19時15分〜20分頃 支持者が自宅方面に歩いていた朝木を目撃
- 20時30分頃 薬局店主、「草の根」事務所に向かう朝木を目撃
- 21時過ぎ 矢野、草の根事務所に戻る 
  - 矢野が事務所に戻った時の事務所の状況
    - 明かりがついている
    - 鍵がかかっている
    - エアコンがついている
    - ワープロに電源が入っている
    - 画面に「創価学会問題シンポジウム」のレジュメ
- 21時19分 朝木が自宅から草の根事務所へ電話。「気分が悪いので休んでいきます」と伝える。
- 22時前 朝木直子、草の根事務所に電話。矢野より「（明代は）家にいるんじゃないの」と伝える。直子は自宅に電話するが明代は不在
- 22時頃 ハンバーガー店の店員が本件ビルの裏のごみ置き場に行き、人が横たわっているのを見たが酔っ払いかと思い気にとめず店に戻る
- 22時30分頃 直子、自宅から草の根事務所に電話
- 同時刻 ハンバーガー店店長、朝木が倒れているのに気づく
- 22時33分頃 矢野、東村山署に電話[要出典][2]
- 22時42分 ハンバーガー店店長、東村山駅前交番に通報。巡査が現場に駆けつける
- 22時45分 巡査、救急車の出動を要請
- 22時52分 救急車、本件ビル南側路上に到着
- 23時10分頃 救急隊と巡査、朝木を救急車に収容
- 23時16分頃 救急車、現場を出発
- 23時25分 救急車、防衛医科大学校病院に到着

### 1995年9月2日
- 0時30分頃 矢野、東村山署に朝木が行方不明と通報。東村山署の刑事が現場に向かうが朝木とは入れ違い。
- 1時頃 朝木明代、死亡
- 東村山署の刑事が病院到着、副署長に一報を入れる。副署長は直ちに本件現場に赴き、以後の捜査指揮に当たる警察犬や現場鑑識を要請。
- 2時40分頃 矢野、東村山署に再度電話
- 2時50分頃 東村山署から矢野に電話「病院に運ばれた女性は明代の可能性が高い」と伝える
- 3時頃 朝木直子、矢野が東村山署に到着
- 4時頃 朝木明代の遺体が東村山署に運ばれ遺体の検案が行われる。
- 4時45分 朝木直子、矢野らの確認を得て、死亡者が朝木明代であることを確認
- 7時頃 東村山署副署長は検察官、検視に立ち会った医師、死体の状況、関係者の供述などを総合して検討した結果、事件性は薄いと判断
- 午前 東村山署ハンバーガー店長へ事情聴取
- 同 矢野、草の根事務所で記者会見を行い「自殺なんて絶対にするわけない。朝木は殺されたんです」と創価学会の関与を匂わせる
- 夕方 現場マンション敷地内[どこ?]で鍵を発見

### 司法解剖鑑定書
司法解剖鑑定書では上肢に以下の損傷を認めるとの記載がある。 
- 左上腕部後面、肘頭部の上左方4cmの部を中心に、2×2.5cmの紫青色皮膚変色部。左上腕部内側下1/3の部に、上下に7cm、幅3cmの淡赤紫色及び淡赤褐色皮膚変色部。加割すると皮下出血を認める。
- 左手背部、拇指側に小豆大から小指頭大の淡赤褐色皮膚変色部3個、小指側に2×1.5cmの淡赤褐色皮膚変色部を認める。
- 左第1指中央部手背側、1.5×1cmの淡赤褐色皮膚変色部。左第2指末節部手背側、1×0.5cmと0.7×1.2cmの淡赤褐色皮膚変色部夫々1個。左第2指中節関節部手背側、半米粒大淡赤褐色表皮剥脱。左第３指末節関節部手背側、0.7×0.5cmの淡赤褐色皮膚変色部。加割すると皮下出血を認める。
- 右上腕部内部、腋窩の高さの下方11cmの部を中心に、上下に5cm、幅9.5cmの皮膚変色部を認める。加割すると皮下出血を認める。
- 右前腕部内側、肘頭部の高さの下方9cmの部を中心に、上下に5.5cm、幅6.5cmの範囲に栗粒大以下の紫赤色皮膚変色部及び1×1.6cm以下の紫青色皮膚変色部多数を認める。加割すると皮下出血を認めるとある。

## 自殺説
同事件では自殺とされる根拠や他殺とされる根拠が多数存在している。

### 警視庁東村山署の発表
事件の捜査に当たった東村山署では下記理由より自殺と断定している
- 朝木の身長（160cm）なら自力で手すりを越えられたこと。
- 転落現場の手すりには外側からつかまったとみられる手の跡がついており、突き落とされた形跡はない。他人が突き落としたとすれば放物線を描いておちたはずで、ビルの真下に落ちることはないこと。
- 「大丈夫ですか」と聞かれて「大丈夫です」と答え、第1発見者に「救急車を呼びましょうか」と聞かれて「いいです」と、救急車の要請を断っている。また朝木の口から被害を訴える言葉もなかった。[要出典]
- 衣服や身体に争った跡がない。ストッキングが破れていたのは、現場まで裸足で歩いて行ったものと考えられる。また、事件の現場で、事件の前後には不審な人物や車両の目撃証言がないこと。

### 東京地検の発表
東京地検では下記理由より自殺と断定している。
- マンション[どこ?]の踊り場や着衣に争った形跡がない。
- 直後に発見した飲食店従業員に「大丈夫です」と答え、「救急車を呼びましょうか」との問いに「いいです」と断っており、危害を加えられたことをうかがわせる言動もなかった。[要出典]
- 死亡する数時間前から一人で沈んだ様子で行ったり来たりする姿が目撃されている。

しかし、ストッキングが破れていたことについては、裸足で外出した可能性が強いと発表した。

## 他殺説、創価学会による謀殺説

### 遺族関係者による主張
矢野穂積・朝木直子らは、事件直後から
1. 朝木明代は1992年から創価学会および公明党の批判を展開していた(#創価学会・公明党の追及を参照)。また、矢野らによると、創価学会からの脱会者の救済もしていた[4]。
2. 9月3日には高知の創価学会関係のシンポジウムで講演する予定であった
3. 矢野らによると、明代の性格として自殺はあり得ない
4. 事務所・自宅（ともに、転落現場から徒歩数分以内にある）に遺書はなく、事務所は照明・エアコンがついたままで、やりかけの仕事が中断した状態だった。財布等の入ったバッグも置いたままだった。警察や第三者の調査が行われなかった(後述)ため、事件前後の事務所・自宅の状況は、矢野・朝木直子らの証言のみが根拠である(裏付けとなる写真等も公表されていない)。矢野は9時19分までに事務所に戻って朝木明代が自宅からかけた電話を受けた。明代は「ちょっと気分が悪いので休んで行きます」と伝え、矢野は「ハイハイ」と答えた。朝木直子は10時30分頃に自宅と事務所に戻って状況を見ており、事務所は無人だったという[5]。
5. 矢野らによると、事件の2年ほど前から朝木明代や周辺の人物に対する嫌がらせや脅迫(いたずら電話、放火、ポケベルに入った不吉なメッセージと読むことができる数字列、など)があり、一部については創価学会員によることが判明しているという（ただし、その多くは、矢野・朝木直子の証言以外に根拠がなく、これらの事実が争点の1つとなった『東村山市民新聞』名誉毀損訴訟の判決では「事実の存在自体が確定できないものが多い」「仮に事実だとしても、創価学会または創価学会員によると確定できないものが多い」と判断された。）
6. 転落現場の手すりには明代のものと思われる指の跡がある（擦った跡であり、指紋は採取できなかった）。これは、落下に抵抗したことを示している。

などを根拠に
1. 謀殺である
2. 創価学会が関与している

と主張した。

### 週刊誌・月刊誌などの主張
矢野穂積・朝木直子らは謀殺説をマスコミ取材やライターの乙骨正生を通じて広めた。謀殺説はマスコミの関心を集め、『FOCUS』(9月13日号)・『週刊現代』(9月23日号)・『週刊新潮』（9月14日号・10月12日号）をはじめ、週刊誌や月刊誌、テレビ・ラジオ番組で謀殺疑惑が取り上げられた。事件は米国の『タイム』アジア版(11月20日号)の創価学会・宗教法人法改正を扱った記事の導入部でも紹介された。創価学会は『週刊現代』・『週刊新潮』の記事に対する反論を機関紙『聖教新聞』などの学会機関紙上で反論を行なった。

### 自民党・共産党などの主張
新進党に加わっていた旧公明党勢力と背後の創価学会に対し警戒と攻撃を強めていた自民党や、かねてより公明党や創価学会と敵対関係にあった日本共産党も、この事件に着目した。そして、1995年11月の衆議院・参議院の「宗教法人に関する特別委員会」においては、穂積良行ら自民党所属の議員が、乙骨正生が『文藝春秋』(11月号)に執筆した「東村山市議怪死のミステリー」や初動捜査を行った東村山署が十分な捜査を行わず自殺の結論を出したことを主な根拠として、転落死事件の捜査手法に疑問を投げかける質問をした。質問は、
- 朝木明代が創価学会をきびしく批判追及していて創価学会からの嫌がらせを受けていた
- 転落死を自殺とするには疑問な点がある
- 上記にもかかわらず東村山署は副署長を先頭に自殺と決めつけて捜査している

など矢野・朝木直子らの主張をほぼそのまま紹介していた（政府側答弁では、東村山署が最初から自殺と決めつけていたということは否定されている）。

## 裁判所の認定
転落死をめぐる名誉毀損裁判の中では「自殺」説を認定する内容、「自殺」説「他殺」説をともに否定する内容、「自殺」説の相当性を認める内容が含まれているが、判決の中で「他殺」説を認定したものは一度もない。
朝木明代の死因は警察・検察の捜査結果によれば自殺のままであり、再捜査は行われていない。
- 創価問題新聞事件高裁判決（自殺説を認め、他殺説を否定した判決）

「司法解剖鑑定書の記載に加えて、明代の転落前後の状況（明代が転落前に人と争った気配はないこと、明代が転落後に意識があるのに、救助を求めていないこと、明代が落ちたことを否定したこと、明代が転落箇所から真下に落下していること等）を併せ考慮すると、明代が他人に突き落とされたもの（他殺）ではないことがうかがわれる。 以上によれば、本件転落死が殺人事件であると認めることは到底できず、他にこれを認めるに足りる証拠はない。」
- 『潮』事件東京地裁判決　（自殺の真実性を認めず、自殺の相当性は認める。他殺説は認めず）

「これらの事実を総合すると、なお（朝木）明代が自殺したとの事実が真実であると認めるに足りず、他にこれを認めるに足りる証拠はない」
「もっとも、前記(4)のとおり、被告Ｉは、本件記事の作成より以前に本件死亡事件について、本件マンションに赴いて亡明代が自殺したという事実と矛盾するようにみえる亡明代の悲鳴を聞いた人物の存否を探索し、また亡明代が落下した地点が踊り場の真下であること等を確認したこと、（※副署長）を取材して東村山署が本件死亡事件を自殺と断定した旨を聞いたこと、またＫ医師を取材して、同医師が「足を下にして落下したとは考えられません」とは発言していないことを確認したことが認められるのであり、これらの事実を総合すると、被告Ｉが現に行った取材の経過及び結果は、亡明代の死亡原因が自殺であることを裏付けるに足りるから、亡明代が自殺したと信じたことには相当の理由があると認められる。」。
- 『月刊タイムス』事件東京地裁判決（自殺説の相当性を認定する判決）

「朝木が窃盗被疑事件を苦に自殺したことが真実であると信じるにつき相当な理由があったかを検討する。（中略）被告は、平成7年12月22日、本件死亡事件の捜査を担当した東村山署長が、本件死亡事件は犯罪性はないと認定した旨の本件警察発表を行ったことを知ったものであるところ、警察が犯罪性の有無について公式発表を行った場合には通常の場合それが相当程度信用性があるものといえることからすれば、被告会社らにおいて、朝木明代が自殺したと信じるにつき相当な理由があったと認められる」。

## 転落死事件をめぐる名誉毀損訴訟

### 創価学会による名誉毀損訴訟・告訴
謀殺疑惑が広まったあと、創価学会は『週刊現代』・『週刊新潮』・『東村山市民新聞』の記事に対して、それぞれ名誉毀損で提訴し(1995年～1997年)、3つとも学会側が勝訴(確定)している。『東村山市民新聞』では矢野穂積・朝木直子が被告、『週刊現代』の裁判では雑誌関係者と朝木直子父娘、『週刊新潮』の裁判では雑誌関係者のみが被告となった。
『週刊現代』の裁判では、朝木直子らは、一審の途中から「週刊現代の取材は受けていない」「週刊現代が朝木直子らの言葉を捏造した」と主張した。一審判決では「取材を受けたことは確かだが、名誉毀損となる部分の掲載を完全に了解していたとまでは言えない」とされ、朝木直子らは勝訴、週刊現代だけが敗訴したが
、控訴審判決では掲載を予期・期待していたと認定されて両者ともに敗訴となった。ただし、判決で命じられた謝罪広告の掲載はされなかった。
『東村山市民新聞』裁判では、矢野・朝木直子は、自殺と断定できないこと、草の根市民クラブが創価学会と対立していたことの根拠を示したが、創価学会が関与したとした根拠を示さず、「万引捏造・謀殺に関与したとは記述していない」と主張した。しかし、見出し・記事構成により全体として印象づけることを意図したと認定されて敗訴し「貴会が、故朝木明代の万引き事件のねつ造及び同人の殺害に関与した事実は存在せず、右記事は事実に反しているものでした」とする謝罪広告を『東村山市民新聞』126号(2002年5月)第1面に掲載した（ただし、「司法と創価学会の癒着」を告発する証拠としての掲載であった）。また、万引きでっち上げ説を主張する『東村山市民新聞』の記事も、万引き被害を届け出た店主に名誉毀損で提訴されて(1997年)敗訴している。
瀬戸も矢野・朝木直子に倣って「創価学会による捏造/謀殺」という表現を注意深く避けていた。しかし、瀬戸の協力者のうち2名は、2009年6月14日に東村山市・東大和市で「創価学会による犯罪、殺人事件」「万引きをしたんだという事件をでっち上げました」との街宣に及び、創価学会から名誉毀損で提訴されるにいたった。裁判で、2名は、殺人や万引捏造を立証する根拠は示さず、街宣の音量が小さかったことや他者の街宣に相槌を打ったに過ぎないことの主張に力点を入れたが、2010年7月30日 敗訴して連帯での110万円の損害賠償の支払いと指定された地域・内容の街宣の禁止を命じられた(2011年4月21日 控訴審で控訴棄却)。
また、市民運動活動家の瀬戸弘幸に同調した西村修平は、東村山署元副署長が万引の捏造・謀殺の隠蔽をしたという内容の街宣を行い、元副署長に名誉毀損で提訴された。矢野・朝木直子らは、西村の裁判に密接に協力し、西村から入手した元副署長の準備書面をウェブサイトで公開し俎上に上げた。西村は、矢野らに提供された書証に全面的に依存しつつも、矢野ら自身は直接の主張を避けている「創価学会による捏造/謀殺・警察と共謀しての隠蔽」の真実性・相当性を主張した。上腕内側の内出血・矢野の言う「再現写真」も含め、矢野らの挙げる証拠を総動員したが、主張を裏付けるものとは認められずに敗訴し(2010年4月28日)、わずかに、公正な捜査と真相解明を求める側面、個人攻撃だけでなく組織(東村山署)の活動に対する批評としての側面もあると認められて賠償額(10万円)に反映したのみであった。西村は控訴したが、2010年10月28日に棄却、その後上告したが上告も棄却された。

### 矢野穂積・朝木直子による名誉毀損訴訟
『聖教新聞』・『創価新報』・月刊誌『潮』・『月刊タイムス』に掲載された万引き・アリバイ工作・自殺を主張・示唆する記事を矢野穂積・朝木直子が名誉毀損で提訴した(1996年～1999年)。『創価新報』に対するものを除く3つの裁判では、創価学会や雑誌発行者・編集者、執筆者だけでなく、店主や東村山署副署長(当時)も「取材への回答によって名誉毀損に加担した」として責を問い、店主と東京都(副署長の所属する警視庁の所轄自治体)を被告に加えた。矢野らや週刊誌による名誉毀損行為への正当な反論行為であったかどうかが争点となった『聖教新聞』の裁判を除く3つでは、万引き・アリバイ工作・自殺の真実性・相当性が争点となり、いずれも「真実と断定するには足りないものの根拠は十分にあり相当性が認められる」とされた。また、矢野らも、相当性を認めた判決に対して控訴せず、確定するに任せた(ただし、矢野のアリバイ部分についてのみ控訴)。結果として、『聖教新聞』・『潮』・『創価新報』についての請求は全て棄却された。『月刊タイムス』に対しては、後述するように一部の請求(いずれも、万引き・アリバイ工作・自殺の事実認定とは直接関わらない)が認められた。
1998年に宇留嶋瑞郎が『民主主義汚染』を出版し、万引きでっち上げ説・謀殺説と矛盾する多数の事実を記述すると、矢野・朝木直子らは『東村山市民新聞』94号で「余りにひどい内容なので現在、近々提訴予定（原文ママ）」と報じたが、実際には提訴しなかった。矢野らは、出版前に名誉毀損・誹謗中傷になることを宇留嶋に直接「忠告」し、宇留嶋は訴訟を受けて立つ態度を示したという。『月刊タイムス』(平成8年2月号)の宇留嶋らが執筆した記事を矢野・朝木直子が名誉毀損で提訴した裁判の地裁判決(2003年11月28日)では、朝木明代と矢野穂積に関する中傷的な表現数ヶ所のみ請求が認容されたものの、万引き・自殺を示唆する記述については相当性が認められて請求が棄却された。しかし、矢野らは控訴せず、宇留嶋らの控訴・上告が棄却されて宇留嶋らの一部敗訴が確定(2005年5月13日)した後になってから「『××汚染』(原文ママ)というこのライターの出版物の主要な柱が確定判決で否定されている」と『民主主義汚染』の内容が裁判で否定されたという誤解を与えかねない広報を行った。2003年には、宇留嶋が名刺広告恐喝商法事件に関与した疑いがあるかのような印象を与えるべく技巧を凝らした記事を『東村山市民新聞』134号(2003年7月)に掲載した。記事を宇留嶋に名誉毀損で提訴される(2005年7月)と、「互いに名誉毀損記事または名誉毀損のおそれがある記事を執筆しないことを確約する」との条項を入れて和解することを求めたが、宇留嶋に拒絶され、この条項を入れずに15万円を払って和解(2008年3月)した(同内容の別発言も提訴されて敗訴し10万円の賠償を命じられている)。2007年ごろになると、矢野らは、宇留嶋を「創価御用ライター」と呼び始めたが、宇留嶋に名誉毀損で提訴されると、広辞苑を引用して「御用ライターの定義に『事実を曲げて記述している』は含まれていないから宇留嶋の記述の真実性は争点にならない」と主張した。

### 救急隊訴訟
「朝木明代が突き落とされて殺された」という主張と並行して、朝木直子らは、朝木明代の死は東京消防庁東村山消防署救急隊の緩慢かつ誤った処置による過失死であるとして、1億4千万という巨額(逸失利益と慰謝料、葬儀代に加え中田康一弁護士らへの報酬1260万円を含む)の損害賠償を求めて1998年に東京都を提訴した。被告側は朝木明代の司法解剖鑑定書を証拠として提出し、朝木直子らは「鑑定書は死亡から1,023日も経過してから作成され、鑑定人の署名押印がなく、信用できない」と主張したが、東京地方裁判所で請求棄却された(2001年6月29日)。『判例タイムズ』には、朝木直子らは控訴したが棄却、さらに上告して争ったとある。

### 東村山署副署長による名誉毀損訴訟
事件当時の東村山署副署長(提訴時は退職)が矢野らを提訴したものも多い。しかし、これらはいずれも記事や発言による名誉毀損に対して損害賠償を求めるものであり、第一に名誉毀損の成否が検討され、次いで公益性・公共性、そして真実性または相当性(真実相当性、真実と信ずるに足りる事情)が検討された。万引き事件・アリバイ工作については被疑者死亡で捜査が中断しており、転落死については不明な点が多いため、高度の蓋然性が求められる真実性は、どちらの主張にしても認められたことがなく、訴訟の形式的な勝敗はもちろん、判決中の判断においても、自殺説・謀殺説の真実性を認めた判断は示されていない。万引き・アリバイ工作・自殺については複数の裁判で相当性が認められているが、万引きでっち上げ・アリバイ工作捏造・謀殺については相当性すら一度も認められたことがない。ただし、矢野・朝木直子の著書『東村山の闇』や矢野らが実質的に経営している地域FM局多摩レイクサイドFMでの放送の内容を東村山署元副署長が提訴した裁判で「謀殺の可能性を示す証拠がある」ことの相当性は認められたことがある。特に、元東村山署副署長が矢野・朝木直子らのウェブサイト『創価問題新聞』の記述を提訴した裁判の高裁判決(2009年1月29日)では、「万引き当日の朝木明代の服装」「上腕の内出血」を含む被告側の根拠はことごとく反駁され、万引き冤罪・他殺を信じる相当性はないとされた(矢野・朝木直子らの敗訴・同年7月3日に確定)。
矢野らは「自殺の真実性が確定すること」を「自殺説」、「自殺と完全に認定できないこと」ないし「謀殺の可能性があると信じても止む得ない事情がある」ことを「謀殺説」と定義している。この定義に基づいて、月刊誌『潮』の記述を名誉毀損として訴えた裁判において自殺説の真実性が認定されなかった(ただし相当性は認定)ことをもって「謀殺説」が認定された、と主張している。また、上記の『東村山の闇』の記述をめぐる裁判の判決(2009年7月)で「謀殺の可能性を示す証拠がある」ことの相当性が認められたことで、最終的に「謀殺説」が確定したともしている。